# 10124 Hemse
10124 Hemse è un asteroide della fascia principale. Scoperto nel 1993, presenta un'orbita caratterizzata da un semiasse maggiore pari a 2,2651582 UA e da un'eccentricità di 0,1710825, inclinata di 8,75852° rispetto all'eclittica.